# 월드 투어링카 챔피언십

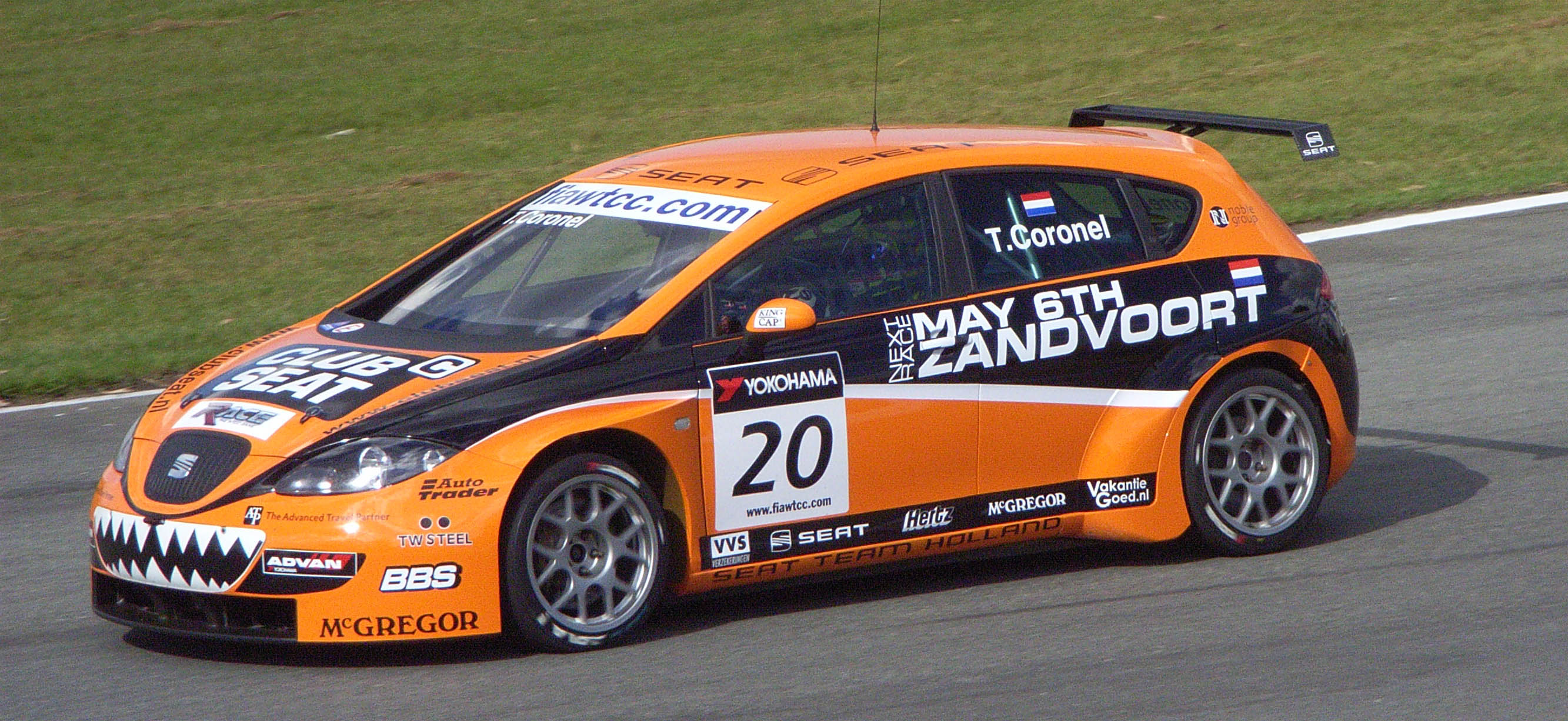
2007 WTCC에서 연습 주행 중인 SEAT 레옹(SEAT León)

월드 투어링카 챔피언십(영어: World Touring Car Championship, WTCC)은 국제 자동차 연맹(FIA)에서 주관하는 국제 투어링 자동차 경주 대회이다.
- WTCC 로고

WTCC의 전신은 1963년부터 시작되었던 유럽 투어링카 챔피언십(ETCC)이다. WTCC는 유럽 투어링카 챔피언십 대회의 그룹 A 형식을 그대로 채택하고 대회 이름을 월드 투어링카 챔피언십으로 바꿔서, 1987년 마운트 파노라마 서킷(Mount Panorama Circuit), 칼더 파크 레이스웨이(Calder Park Raceway) 그리고 후지 스피드웨이 자동차 경주장에서 처음 개최되었다. 첫 번째 우승자는 BMW M3로 참가했던 로베르토 라바글리아(Roberto Ravaglia)였다. 그러나 당시의 WTCC는 높은 참가비용으로 인해 단 1년만 개최되었다.
그 후 점차 슈퍼투어링급의 자동차 경주가 인기를 끌자, 1993년 FIA는 투어링카 월드컵을 개최한다. 이 대회는 매년 각 국가의 투어링카 대회의 우승자들이 참여해 국가 대항으로 치러지는 이벤트 대회였다. 그러나 이 대회 역시 1993년 몬자 경주장에서 개최된 이후로 1995년까지 개최되었으나 조용히 중단되고 말았다.
2001년, FIA는 다시 ETCC를 재계했다. 그리고 이 대회에 관심을 가지고 있던 여러 자동차 제조 회사들의 요청에 따라, 2005 시즌부터 다시 월드 투어링카 챔피언십으로 이름을 바꾸었고, 지금은 포뮬라 원, 월드 랠리 챔피언십과 더불어 FIA의 3대 주요 대회로 부상하게 된다.
유명 자동차 경주장을 순회하면서 개최되는 WTCC는 BMW, 알파 로메오, 시보레, 그리고 SEAT가 주요 스폰서이고, 포드 자동차 회사, 혼다, 푸조가 참여하고 있다. 참가차량은 그룹 N의 규칙에 따라 컴팩트한 중형차를 개조한 것이다.
최근 FIA의 규칙의 경향에 따르면 기술 규제에 있어서 비용 문제가 중요한 테마이다. 엔진은 2.0 리터로 제한되어 있고, 가변 밸브 타이밍, 가변 흡기 매니폴드, ABS 브레이크, 그리고 트랙션 제어와 같이 양산차에 적용된 수많은 기술들도 허용되지 않는다.

## 역대우승자
| 연도 | 선수권                                        | 선수권 | 독립                                          | 독립              |
| 연도 | 운전선수                                      | 제작사 | 운전선수                                      | 팀                |
| ---- | --------------------------------------------- | ------ | --------------------------------------------- | ----------------- |
| 1987 | 이탈리아 로베르토 라바글리아 (슈니쳐, BMW M3) | BMW    | 없음                                          | 없음              |
| 2005 | 영국 Andy Priaulx (BMW팀 UK, BMW 320i)        | BMW    | 독일 Marc Hennerici (비커스-스포츠, BMW 320i) | 프로팀 모터스포츠 |
| 2006 | 영국 Andy Priaulx (BMW팀 UK, BMW 320si)       | BMW    | 네덜란드Tom Coronel (GR 아시아, SEAT León)    | GR 아시아         |
| 2007 |                                               |        |                                               |                   |